# Дворец Парускаван

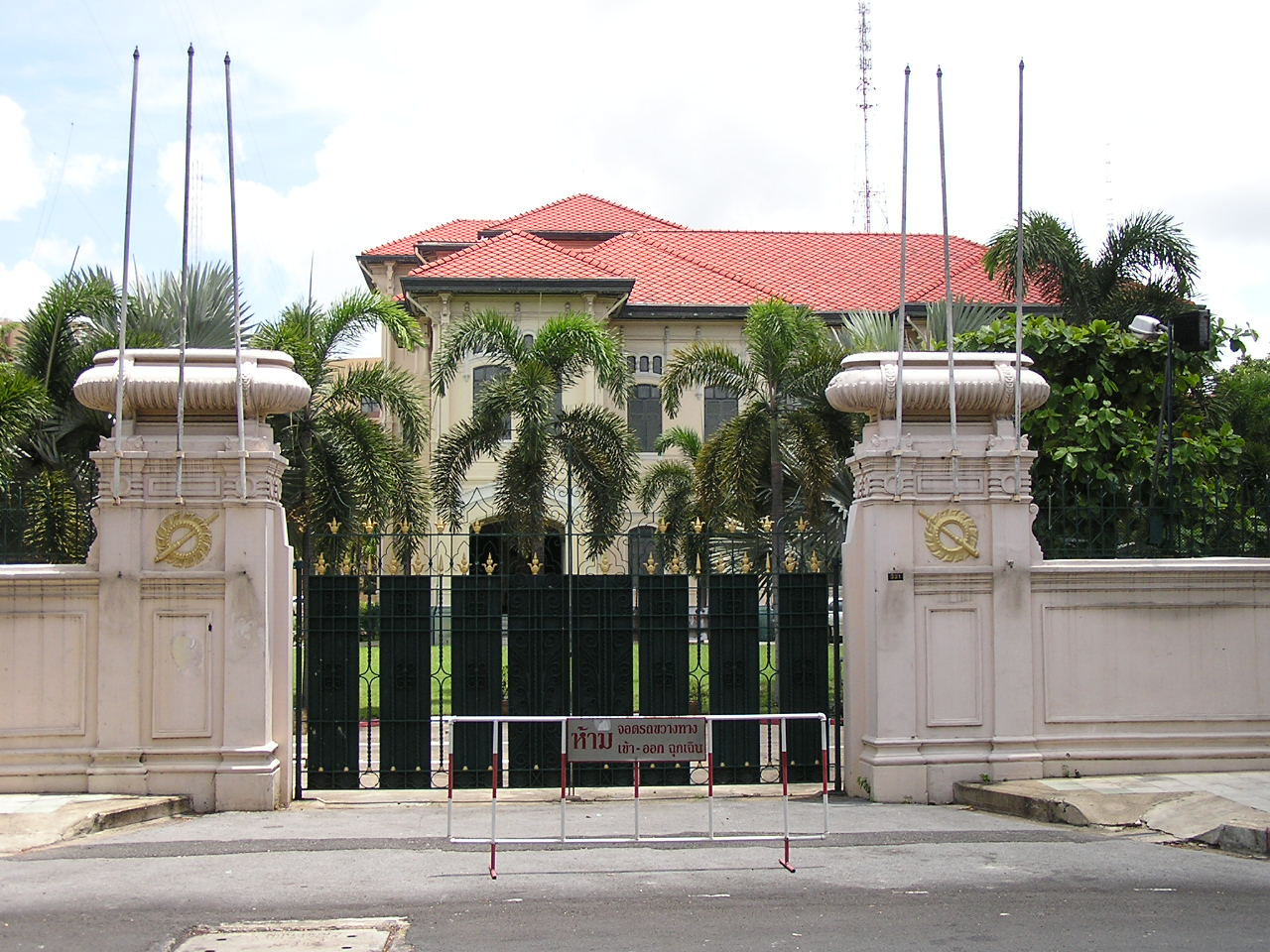
Дворец Парускаван, Бангкок

Дворец Парускаван (тайский วังปารุสกวัน) — здание штаб-квартиры Национального разведывательного агентства Таиланда. В здании размещается также музей столичной полиции и Столичное полицейское управление. Дворец строился с 1903 по 1905 год, архитекторы  Тамайо, Бейроли, Скос. В разное время здесь размещались резиденция принца Чакрабона, офисы премьер-министра страны. 

## История
Дворец Парускаван относится к историческим зданиям столицы Таиланда.  В свое время сын Короля Чулалонгкорна  (Рама V), принц Чакрабон после возвращения с учебы в России вместе с женой  Екатериной Ивановной Десницкой был назначен комендантом военного колледжа. Для своей резиденции принц выбрал  Дворец Парускаван, расположенный около жилого комплекса Амфорн Сатан, где жил Король.
Дворец Парускаван строился с 1903 года. За строительство 275 метров здания строителям было заплачено 22 075 бат. К 19 апреля 1904 года в здании были возведены стены. За эти работы было выплачено еще  61 173 бат. Проектированием и строительством дворца занимались три архитектора. Два из них в ходе работ заболели (архитектор Тамайо подхватил холеру и вернулся в Европу, архитектор Скос заболел оспой и скончался). Строительство дворца заканчивал архитектор Бейроли. Дворец был построен в конце 1905 года .

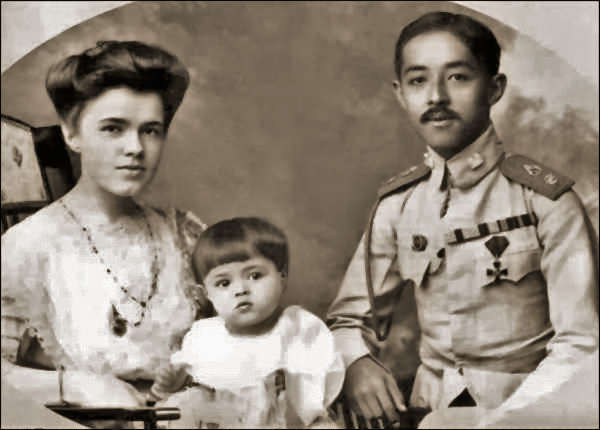
Екатерина Ивановна Десницкая (Чакрабон) с принцем Чула и мужем

После окончания строительства жена принца, Екатерина Ивановна Десницкая, проектировала дворцовые сады, обставила помещения дворца мебелью в западном стиле в сочетании с восточными украшениями.
Здесь у Екатерины Ивановны Десницкой (Чакрабон) 28 марта 1908 года родился сын, принц Чула Чакрабон. В 1919 году  Екатерина Ивановна развелась с принцем  Чакрабоном, после чего Король Рама V приказал им оставить дворец.
В 1930-х годах во дворце разместился премьер-министр страны. Кроме того, здесь была резиденция генерала Пхахон Пхаюхасена. После того, как 16 декабря 1938 года фельдмаршал Плек Пибунсонгкрам стал премьер-министром, его канцелярия была переведена во Дворец Суан-Кюлер, который находился недалеко от дворца Парускаван.
В настоящее время Дворец Парускаван используется в качестве штаб-квартиры Национального разведывательного управления. Здесь также находится Музей полицейского управления и само Столичное полицейское управление.

## Архитектура
Двухэтажный Дворец Парускаван имеет многоскатные черепичные крыши, полуциркульные окна. Здание оштукатурено, огорожено кирпичным забором с металлическими воротами. Территория Дворца Парускаван благоустроена, здесь растут высокие пальмы. Рядом со зданием установлен памятник Королю Чулалонгкорну (Рама V).